# Gloeocystidiopsis
Gloeocystidiopsis là một chi nấm thuộc họ Stereaceae.